# ISO 639:r
Dies ist die Liste der ISO-639-3-Sprachcodes beginnend mit r.
Index |
a |
b |
c |
d |
e |
f |
g |
h |
i |
j |
k |
l |
m |
n |
o |
p |
q |
r |
s |
t |
u |
v |
w |
x |
y |
z
Abkürzungen werden in der Tabelle wie folgt verwendet:
- Scope: I = individual language (Einzelsprache), M = macrolanguage (Makrosprache), S = Spezialcode
- Type: A = ancient (alte Sprache, ausgestorben in alter Zeit), C = constructed (konstruiert), E = extinct (ausgestorben in jüngerer Zeit), H = historical (historische Sprache, unterschieden von ihrer modernen Sprachform), L = living (lebende Sprache), S = Spezialcode

Zurückgezogene Codes (retired codes) sind in Klammern eingeschlossen.
Die Spalte Sprachenfamilie enthält die Sprachfamilie oder die Makrosprache der jeweiligen Sprache.
Werden Codes hier nicht gefunden, könnten sie auch noch unter ISO-639-2- oder unter ISO-639-5-Codes zu finden sein.
| 639-3 | 639-1 | 639-2B | Sprache                           | ISO-Sprachbezeichnung    | Scope/ Type | Sprachenfamilie                                  |
| ----- | ----- | ------ | --------------------------------- | ------------------------ | ----------- | ------------------------------------------------ |
| raa   |       |        | Dungmali                          | Dungmali                 | I/L         | Kiranti-Sprachen                                 |
| rab   |       |        | Camling                           | Camling                  | I/L         | Kiranti-Sprachen                                 |
| rac   |       |        | Rasawa                            | Rasawa                   | I/L         | Geelvink-Bay-Sprachen                            |
| rad   |       |        | Rade                              | Rade                     | I/L         | Chamische Sprachen                               |
| (rae) |       |        | Ranau                             | Ranau                    |             | Malayo-polynesische Sprachen                     |
| raf   |       |        | Meohang, Western                  | Meohang, Western         | I/L         | Kiranti-Sprachen                                 |
| rag   |       |        | Logooli                           | Logooli                  | I/L         | Bantusprachen                                    |
| rah   |       |        | Rabha                             | Rabha                    | I/L         | Bodo-Koch-Sprachen                               |
| rai   |       |        | Ramoaaina                         | Ramoaaina                | I/L         | Ozeanische Sprachen                              |
| raj   |       | raj    | Rajasthani                        | Rajasthani               | M/L         | Indoarische Sprachen                             |
| rak   |       |        | Tulu-Bohuai                       | Tulu-Bohuai              | I/L         | Ozeanische Sprachen                              |
| ral   |       |        | Ralte                             | Ralte                    | I/L         | Mizo-Kuki-Chin-Sprachen                          |
| ram   |       |        | Canela                            | Canela                   | I/L         | Ge-Sprachen                                      |
| ran   |       |        | Riantana                          | Riantana                 | I/L         | Papuasprachen                                    |
| rao   |       |        | Rao                               | Rao                      | I/L         | Ramusprachen                                     |
| rap   |       | rap    | Rapanui, Pascuense                | Rapanui                  | I/L         | Polynesische Sprachen                            |
| raq   |       |        | Saam                              | Saam                     | I/L         | Kiranti-Sprachen                                 |
| rar   |       | rar    | Rarotonganisch, Cookinseln-Maori  | Rarotongan               | I/L         | Polynesische Sprachen                            |
| ras   |       |        | Taqali                            | Tegali                   | I/L         | Kordofanische Sprachen                           |
| rat   |       |        | Razajerdi                         | Razajerdi                | I/L         | Iranische Sprachen                               |
| rau   |       |        | Raute                             | Raute                    | I/L         | Magar-Chepang-Sprachen                           |
| rav   |       |        | Sampang                           | Sampang                  | I/L         | Kiranti-Sprachen                                 |
| raw   |       |        | Rawang                            | Rawang                   | I/L         | Nungische Sprachen                               |
| rax   |       |        | Rang                              | Rang                     | I/L         | Gur-Sprachen                                     |
| ray   |       |        | Rapaisch                          | Rapa                     | I/L         | Polynesische Sprachen                            |
| raz   |       |        | Rahambuu                          | Rahambuu                 | I/L         | Bungku-Tolaki-Sprachen                           |
| rbb   |       |        | Palaung, Rumai                    | Palaung, Rumai           | I/L         | Palaung-Wa-Sprachen                              |
| rbk   |       |        | Northern Bontok                   | Northern Bontok          | I/L         | Nord-Luzon-Sprachen                              |
| rbl   |       |        | Miraya Bikol                      | Miraya Bikol             | I/L         | Bikolsprachen                                    |
| rbp   |       |        | Barababaraba                      | Barababaraba             | I/E         | Pama-Nyunga-Sprachen                             |
| rcf   |       |        | Réunion-Kreolisch, Réunionnais    | Réunion Creole French    | I/L         | Französischbasierte Kreolsprachen                |
| rdb   |       |        | Rudbari                           | Rudbari                  | I/L         | Iranische Sprachen                               |
| rea   |       |        | Rerau                             | Rerau                    | I/L         | Madang-Adelbert-Range-Sprachen                   |
| reb   |       |        | Rembong                           | Rembong                  | I/L         | Zentral-malayo-polynesische Sprachen             |
| ree   |       |        | Kayan, Rejang                     | Kayan, Rejang            | I/L         | Kayan-Murik-Sprachen                             |
| reg   |       |        | Kara (Tansania)                   | Kara (Tanzania)          | I/L         | Bantusprachen                                    |
| rei   |       |        | Reli                              | Reli                     | I/L         | Indoarische Sprachen                             |
| rej   |       |        | Rejang                            | Rejang                   | I/L         | Land-Dayak-Sprachen                              |
| rel   |       |        | Rendille                          | Rendille                 | I/L         | Kuschitische Sprachen                            |
| rem   |       |        | Remo                              | Remo                     | I/E         | Pano-Tacana-Sprachen                             |
| ren   |       |        | Rengao                            | Rengao                   | I/L         | Bahnar-Sprachen                                  |
| rer   |       |        | Rer Bare                          | Rer Bare                 | I/E         | Unklassifizierte Sprache                         |
| res   |       |        | Resche                            | Reshe                    | I/L         | Kainji-Sprachen                                  |
| ret   |       |        | Retta                             | Retta                    | I/L         | Timor-Alor-Pantar-Sprachen                       |
| rey   |       |        | Reyesano                          | Reyesano                 | I/L         | Pano-Tacana-Sprachen                             |
| rga   |       |        | Roria                             | Roria                    | I/L         | West-Santo-Sprachen                              |
| rge   |       |        | Hellenoromani                     | Romano-Greek             | I/L         | Para-Romani-Sprachen                             |
| rgk   |       |        | Rangkas                           | Rangkas                  | I/E         | Westhimalayische Sprachen                        |
| rgn   |       |        | Romagnol                          | Romagnol                 | I/L         | Romanische Sprachen                              |
| rgr   |       |        | Resígaro                          | Resígaro                 | I/L         | Arawak-Sprachen                                  |
| rgs   |       |        | Südliches Roglai                  | Roglai, Southern         | I/L         | Chamische Sprachen                               |
| rgu   |       |        | Ringgou                           | Ringgou                  | I/L         | Timorsprachen                                    |
| rhg   |       |        | Rohingya                          | Rohingya                 | I/L         | Indoarische Sprachen                             |
| rhp   |       |        | Yahang                            | Yahang                   | I/L         | Torricelli-Sprachen                              |
| ria   |       |        | Riang (Indien)                    | Riang (India)            | I/L         | Bodo-Koch-Sprachen                               |
| (rie) |       |        | Rien                              | Rien                     | I/L         | „There is no evidence that the language exists.“ |
| rif   |       |        | Tarifit                           | Tarifit                  | I/L         | Berbersprachen                                   |
| ril   |       |        | Riang (Myanmar)                   | Riang (Myanmar)          | I/L         | Palaung-Wa-Sprachen                              |
| rim   |       |        | Nyaturu                           | Nyaturu                  | I/L         | Bantusprachen                                    |
| rin   |       |        | Nungu                             | Nungu                    | I/L         | Plateau-Sprachen                                 |
| rir   |       |        | Ribun                             | Ribun                    | I/L         | Land-Dayak-Sprachen                              |
| rit   |       |        | Ritarungo                         | Ritarungo                | I/L         | Yolŋu-Sprachen                                   |
| riu   |       |        | Riung                             | Riung                    | I/L         | Zentral-malayo-polynesische Sprachen             |
| (rjb) |       |        | Rajbanshi                         | Rajbanshi                |             | Indoarische Sprachen                             |
| rjg   |       |        | Rajong                            | Rajong                   | I/L         | Zentral-malayo-polynesische Sprachen             |
| rji   |       |        | Raji                              | Raji                     | I/L         | Magar-Chepang-Sprachen                           |
| rjs   |       |        | Rajbanshi                         | Rajbanshi                | I/L         | Indoarische Sprachen                             |
| rka   |       |        | Kraol                             | Kraol                    | I/L         | Bahnar-Sprachen                                  |
| rkb   |       |        | Rikbaktsá                         | Rikbaktsa                | I/L         | Macro-Ge-Sprachen                                |
| rkh   |       |        | Rakahanga-Manihiki                | Rakahanga-Manihiki       | I/L         | Polynesische Sprachen                            |
| rki   |       |        | Arakanesisch, Rakhain             | Rakhine                  | I/L         | Birmanische Sprachen                             |
| rkm   |       |        | Marka                             | Marka                    | I/L         | Mande-Sprachen                                   |
| rkt   |       |        | Rangpuri                          | Rangpuri                 | I/L         | Indoarische Sprachen                             |
| rkw   |       |        | Arakwal                           | Arakwal                  | I/E         | Pama-Nyunga-Sprachen                             |
| rma   |       |        | Rama                              | Rama                     | I/L         | Chibcha-Sprachen                                 |
| rmb   |       |        | Rembarunga                        | Rembarunga               | I/L         | Macro-Gunwinyguan-Sprachen                       |
| rmc   |       |        | Karpathen-Romani                  | Romani, Carpathian       | I/L         | Romani                                           |
| rmd   |       |        | Dänisches Romani                  | Traveller Danish         | I/E         | Para-Romani-Sprachen                             |
| rme   |       |        | Anglo-Romani                      | Angloromani              | I/L         | Para-Romani-Sprachen                             |
| rmf   |       |        | Finnisches Romani                 | Romani, Kalo Finnish     | I/L         | Romani                                           |
| rmg   |       |        | Norwegisches Romani               | Traveller Norwegian      | I/L         | Romani, Mischsprache                             |
| rmh   |       |        | Murkim                            | Murkim                   | I/L         | Papuasprachen                                    |
| rmi   |       |        | Lomavren                          | Lomavren                 | I/L         | Para-Romani-Sprachen                             |
| rmk   |       |        | Romkun                            | Romkun                   | I/L         | Ramusprachen                                     |
| rml   |       |        | Baltisches Romani                 | Romani, Baltic           | I/L         | Romani                                           |
| rmm   |       |        | Romang                            | Roma                     | I/L         | Timorsprachen                                    |
| rmn   |       |        | Balkan-Romani                     | Romani, Balkan           | I/L         | Romani                                           |
| rmo   |       |        | Sinte-Romani                      | Romani, Sinte            | I/L         | Para-Romani-Sprachen                             |
| rmp   |       |        | Rempi                             | Rempi                    | I/L         | Madang-Adelbert-Range-Sprachen                   |
| rmq   |       |        | Caló                              | Caló                     | I/L         | Para-Romani-Sprachen                             |
| (rmr) |       |        | Caló                              | Caló                     | I/L         | Para-Romani-Sprachen                             |
| rms   |       |        | Rumänische Gebärdensprache        | Romanian Sign Language   | I/L         | Französische Gebärdensprachen                    |
| rmt   |       |        | Domari                            | Domari                   | I/L         | Indoarische Sprachen                             |
| rmu   |       |        | Skandinavisches Romani            | Romani, Tavringer        | I/L         | Romani, Mischsprache                             |
| rmv   |       |        | Romanova                          | Romanova                 | I/C         | Konstruierte Sprache                             |
| rmw   |       |        | Welsh-Romani                      | Romani, Welsh            | I/L         | Romani                                           |
| rmx   |       |        | Romam                             | Romam                    | I/L         | Bahnar-Sprachen                                  |
| rmy   |       |        | Vlax-Romani                       | Romani, Vlax             | I/L         | Romani                                           |
| rmz   |       |        | Marma                             | Marma                    | I/L         | Birmanische Sprachen                             |
| (rna) |       |        | Runa                              | Runa                     | I/E         | Chocó-Sprachen                                   |
| rnd   |       |        | Ruund                             | Ruund                    | I/L         | Bantusprachen                                    |
| rng   |       |        | Xironga                           | Ronga                    | I/L         | Bantusprachen                                    |
| rnl   |       |        | Ranglong                          | Ranglong                 | I/L         | Mizo-Kuki-Chin-Sprachen                          |
| rnn   |       |        | Roon                              | Roon                     | I/L         | Malayo-polynesische Sprachen                     |
| rnp   |       |        | Rongpo                            | Rongpo                   | I/L         | Westhimalayische Sprachen                        |
| rnr   |       |        | Nari Nari                         | Nari Nari                | I/E         | Pama-Nyunga-Sprachen                             |
| rnw   |       |        | Rungwa                            | Rungwa                   | I/L         | Bantusprachen                                    |
| rob   |       |        | Tae'                              | Tae'                     | I/L         | Süd-Sulawesische Sprachen                        |
| roc   |       |        | Cac Gia                           | Roglai, Cacgia           | I/L         | Chamische Sprachen                               |
| rod   |       |        | Rogo                              | Rogo                     | I/L         | Kainji-Sprachen                                  |
| roe   |       |        | Ronji                             | Ronji                    | I/L         | Ozeanische Sprachen                              |
| rof   |       |        | Rombo                             | Rombo                    | I/L         | Bantusprachen                                    |
| rog   |       |        | Nördliches Roglai                 | Roglai, Northern         | I/L         | Chamische Sprachen                               |
| roh   | rm    | roh    | Bündnerromanisch, Rätoromanisch   | Raeto-Romance            | I/L         | Romanische Sprachen                              |
| rol   |       |        | Romblomanon                       | Romblomanon              | I/L         | Visayassprachen                                  |
| rom   |       | rom    | Romani                            | Romany                   | M/L         | Romani                                           |
| ron   | ro    | rum    | Rumänisch                         | Romanian                 | I/L         | Romanische Sprachen                              |
| roo   |       |        | Rotokas                           | Rotokas                  | I/L         | Papuasprachen                                    |
| rop   |       |        | Kriol                             | Kriol                    | I/L         | Englischbasierte Kreolsprachen                   |
| ror   |       |        | Rongga                            | Rongga                   | I/L         | Zentral-malayo-polynesische Sprachen             |
| rou   |       |        | Runga                             | Runga                    | I/L         | Maba-Sprachen                                    |
| row   |       |        | Dela-Oenale                       | Dela-Oenale              | I/L         | Timorsprachen                                    |
| rpn   |       |        | Repanbitip                        | Repanbitip               | I/L         | Malakula-Sprachen                                |
| rpt   |       |        | Rapting                           | Rapting                  | I/L         | Madang-Adelbert-Range-Sprachen                   |
| rri   |       |        | Ririo                             | Ririo                    | I/L         | Ozeanische Sprachen                              |
| rro   |       |        | Roro                              | Waima                    | I/L         | Ozeanische Sprachen                              |
| rrt   |       |        | Arritinngithigh                   | Arritinngithigh          | I/E         | Pama-Sprachen                                    |
| rsb   |       |        | Serbo-Romani                      | Romano-Serbian           | I/L         | Para-Romani-Sprachen                             |
| (rsi) |       |        | Rennellese-Gebärdensprache        | Rennellese Sign Language | I/L         | Gebärdensprache                                  |
| rsl   |       |        | Russische Gebärdensprache         | Russian Sign Language    | I/L         | Österreichisch-ungarische Gebärdensprachen       |
| rsm   |       |        | Miriwoong-Gebärdensprache         | Miriwoong Sign Language  | I/L         | Gebärdensprache                                  |
| rtc   |       |        | Rungtu Chin                       | Rungtu Chin              | I/L         | Mizo-Kuki-Chin-Sprachen                          |
| rth   |       |        | Ratahan                           | Ratahan                  | I/L         | Sangir-Sprachen                                  |
| rtm   |       |        | Rotumanisch, West-Fidschi-Rotuma  | Rotuman                  | I/L         | Zentral-pazifische Sprachen                      |
| rts   |       |        | Jurakisch, Jurazisch, Ostnenzisch | Yurats                   | I/E         | Samojedische Sprachen                            |
| rtw   |       |        | Rathawi                           | Rathawi                  | I/L         | Indoarische Sprachen                             |
| rub   |       |        | Gungu                             | Gungu                    | I/L         | Bantusprachen                                    |
| ruc   |       |        | Ruli                              | Ruli                     | I/L         | Bantusprachen                                    |
| rue   |       |        | Karpato-russinisch                | Rusyn                    | I/L         | Ostslawische Sprachen                            |
| ruf   |       |        | Luguru                            | Luguru                   | I/L         | Bantusprachen                                    |
| rug   |       |        | Roviana                           | Roviana                  | I/L         | Ozeanische Sprachen                              |
| ruh   |       |        | Ruga                              | Ruga                     | I/L         | Bodo-Koch-Sprachen                               |
| rui   |       |        | Rufiji                            | Rufiji                   | I/L         | Bantusprachen                                    |
| ruk   |       |        | Che                               | Che                      | I/L         | Plateau-Sprachen                                 |
| run   | rn    | run    | Kirundi                           | Rundi                    | I/L         | Bantusprachen                                    |
| ruo   |       |        | Istrorumänisch                    | Romanian, Istro          | I/L         | Romanische Sprachen                              |
| rup   |       | rup    | Aromunisch                        | Aromanian                | I/L         | Romanische Sprachen                              |
| ruq   |       |        | Meglenorumänisch                  | Romanian, Megleno        | I/L         | Romanische Sprachen                              |
| rus   | ru    | rus    | Russisch                          | Russian                  | I/L         | Ostslawische Sprachen                            |
| rut   |       |        | Rutulisch                         | Rutul                    | I/L         | Lesgische Sprachen                               |
| ruu   |       |        | Lobu, Lanas                       | Lobu, Lanas              | I/L         | Sabah-Sprachen                                   |
| ruy   |       |        | Mala (Nigeria)                    | Mala (Nigeria)           | I/L         | Kainji-Sprachen                                  |
| ruz   |       |        | Ruma                              | Ruma                     | I/L         | Kainji-Sprachen                                  |
| rwa   |       |        | Rawo                              | Rawo                     | I/L         | Skosprachen                                      |
| rwk   |       |        | Rwa                               | Rwa                      | I/L         | Bantusprachen                                    |
| rwm   |       |        | Amba (Uganda)                     | Amba (Uganda)            | I/L         | Bantusprachen                                    |
| rwo   |       |        | Rawa                              | Rawa                     | I/L         | Finisterre-Sprachen                              |
| rwr   |       |        | Marwari (India)                   | Marwari (India)          | I/L         | Indoarische Sprachen                             |
| (rws) |       |        | Rawas                             | Rawas                    |             | Malayo-Sumbawa-Sprachen                          |
| rxd   |       |        | Ngardi                            | Ngardi                   | I/L         | Pama-Nyunga-Sprachen                             |
| rxw   |       |        | Karuwali                          | Karuwali                 | I/E         | Pama-Nyunga-Sprachen                             |
| ryn   |       |        | Amami-Oshima, Northern            | Amami-Oshima, Northern   | I/L         | Ryūkyū-Sprachen                                  |
| rys   |       |        | Yaeyama                           | Yaeyama                  | I/L         | Ryūkyū-Sprachen                                  |
| ryu   |       |        | Okinawan, Central                 | Okinawan, Central        | I/L         | Ryūkyū-Sprachen                                  |
| rzh   |       |        | Razihisch                         | Razihi                   | I/L         | Altsüdarabische Sprachen                         |